# 和歌山赤十字看護専門学校
和歌山赤十字看護専門学校（わかやませきじゅうじかんごせんもんがっこう）は、2021年まで和歌山県和歌山市の日本赤十字社和歌山医療センターに併設されていた看護専門学校。

## 概要
1905年4月に開校し、2021年3月31日に閉校するまでの116年間に3,755人の卒業生を送り出した。
本校の卒業証明書・成績証明書の発行は現在、日本赤十字社和歌山県支部が行っている。
本校の後身として、東京医療保健大学和歌山看護学部が設立されている。

## 設置学科
- 専門課程 看護学科 3年課程

## 沿革
- 1905年（明治38年）4月 日本赤十字社和歌山支部救護看護婦養成所が創設。
- 1910年（明治43年）5月 日本赤十字社和歌山支部病院救護看護婦養成所と改称。
- 1943年（昭和18年）1月 和歌山赤十字病院救護看護婦養成所と改称。
- 1950年（昭和25年）4月 和歌山赤十字高等看護学院と改称。
- 1976年（昭和51年）4月 和歌山赤十字看護専門学校と改称。学校教育法に基づく医療専門課程を設置する専修学校となる。
- 2018年（平成30年）4月 本期の入学を最後に学生の募集を停止。学校法人青葉学園により東京医療保健大学和歌山看護学部を設置。
- 2021年（令和3年）3月 閉校。

## 取得できた資格
- 看護師国家試験受験資格
- 保健師・助産師学校受験資格
- 専門士（医療専門課程）の称号[3]
- 四年制大学編入学受験資格

## 奨学金
- 日本赤十字社和歌山医療センター看護奨学金
- 日本赤十字社看護師同方会奨学資金

## 交通アクセス
- JR和歌山駅・南海和歌山市駅から和歌山バスに乗車し（約20分）「日赤医療センター前」バス停下車。